# Landudec
Landudec is een gemeente in het Franse departement Finistère (regio Bretagne). De plaats maakt deel uit van het arrondissement Quimper. Landudec telde op 1 januari 2022 1.477 inwoners.

## Geografie
De oppervlakte van Landudec bedroeg op 1 januari 2022 20,56 vierkante kilometer; de bevolkingsdichtheid was toen 71,8 inwoners per km².

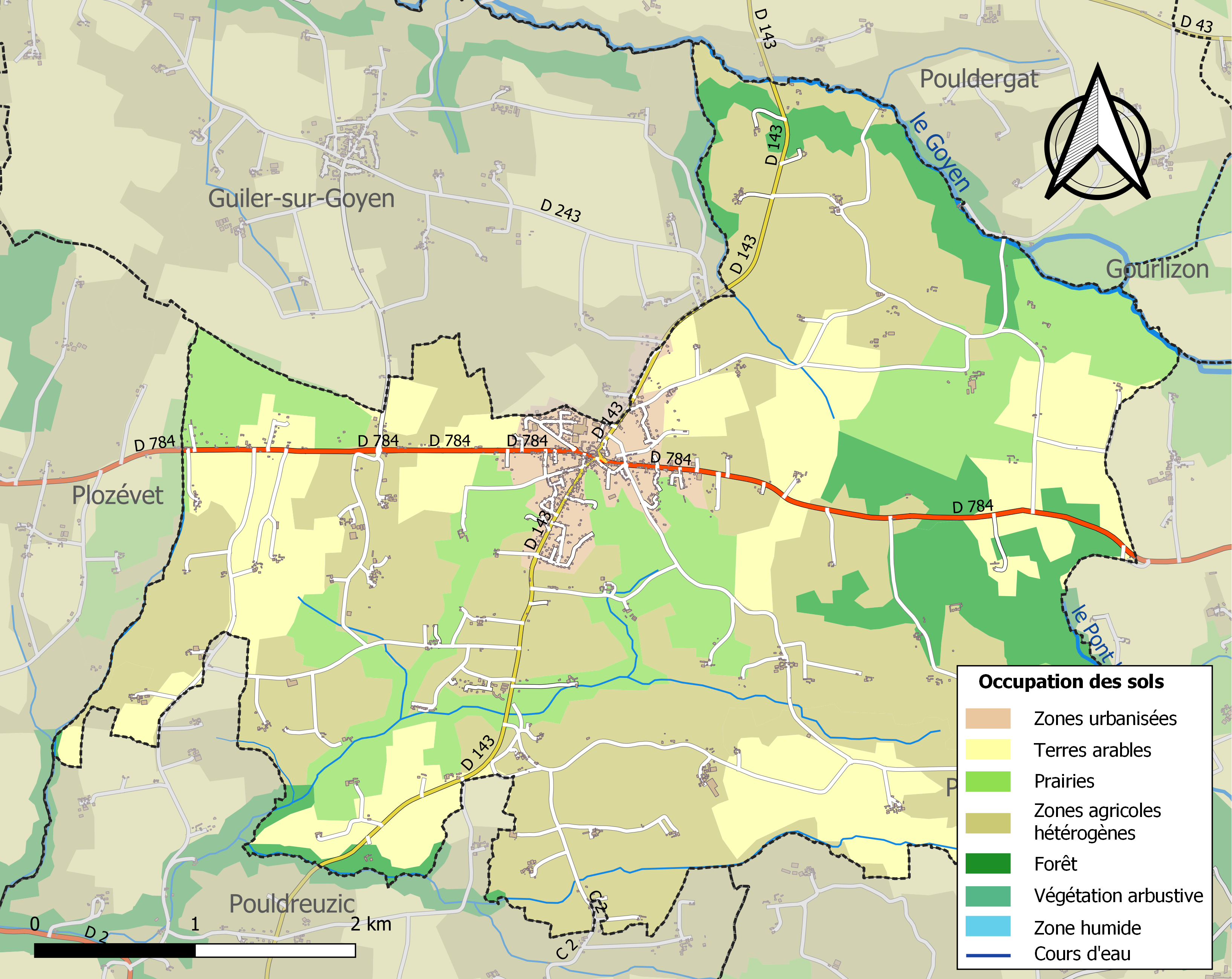
Kaart van de gemeente met belangrijkste infrastructuur, bodemgebruik en omliggende gemeenten

## Demografie
Onderstaande figuur toont het verloop van het inwonertal (bron: INSEE-tellingen).